# Yakitori

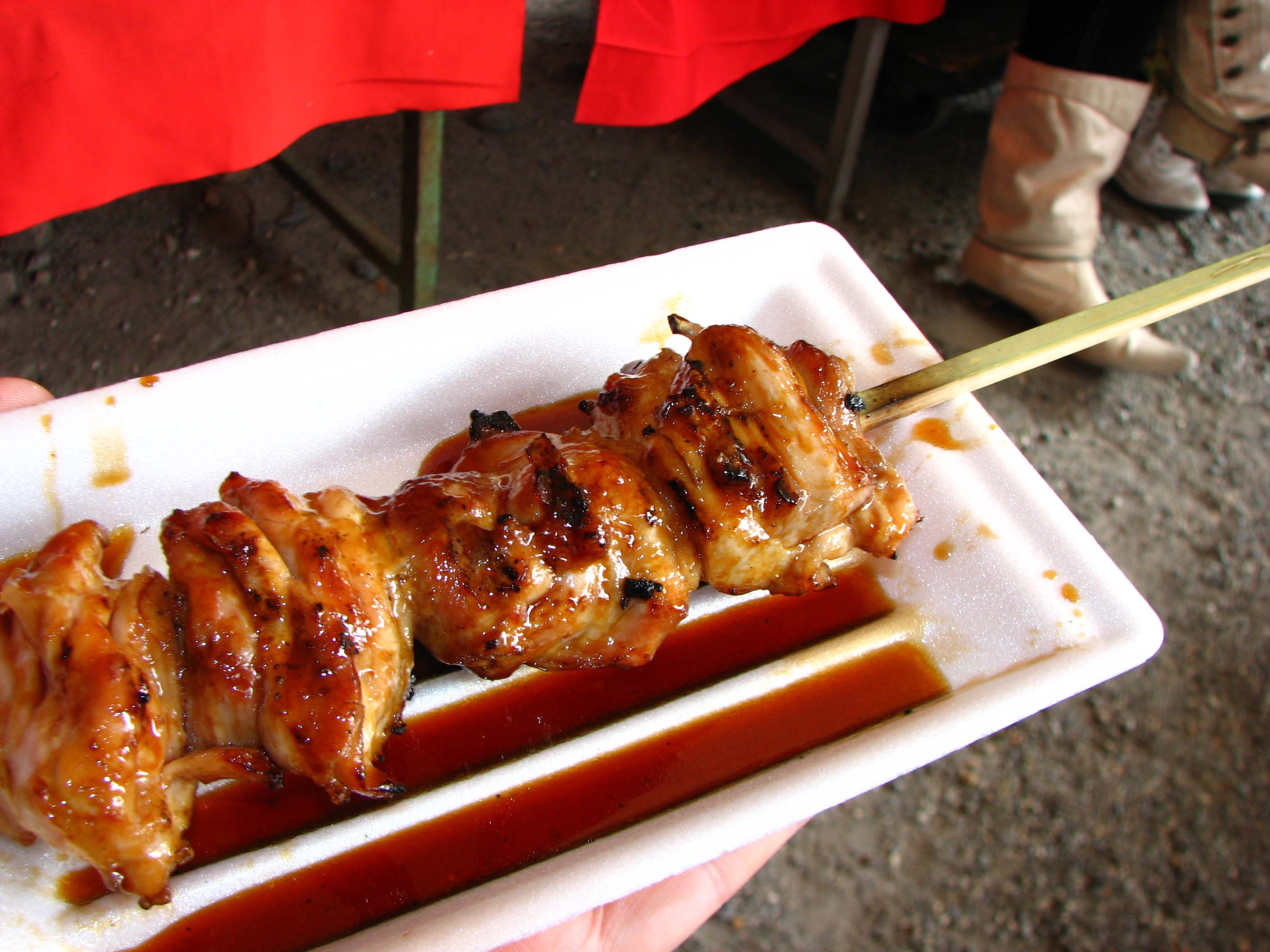
Thịt gà Yakitori tẩm ướp để nướng ở Kyoto

Yakitori (焼き鳥 (燒き鳥) (Thiêu điểu)/ やきとり/ ヤキトリ yaki-tori, bản dịch theo nghĩa đen là: "Thịt gà xiên nướng") là một món thịt gà nướng bằng xiên và xâu lại với nhau trên que trong ẩm thực Nhật Bản. Yakitori theo tiếng Nhật có nghĩa là thịt gà xiên nướng và cũng được sử dụng để nói tới các món ăn xiên que nói chung. Yakitori được làm bằng cách xiên các miếng thịt gà hoặc các loại thịt khác vào một thanh tre và nướng trên than. Món ăn này thường có sẵn trong các nhà hàng, hay có thể bắt gặp rất nhiều trên đường phố Nhật Bản.

## Lịch sử

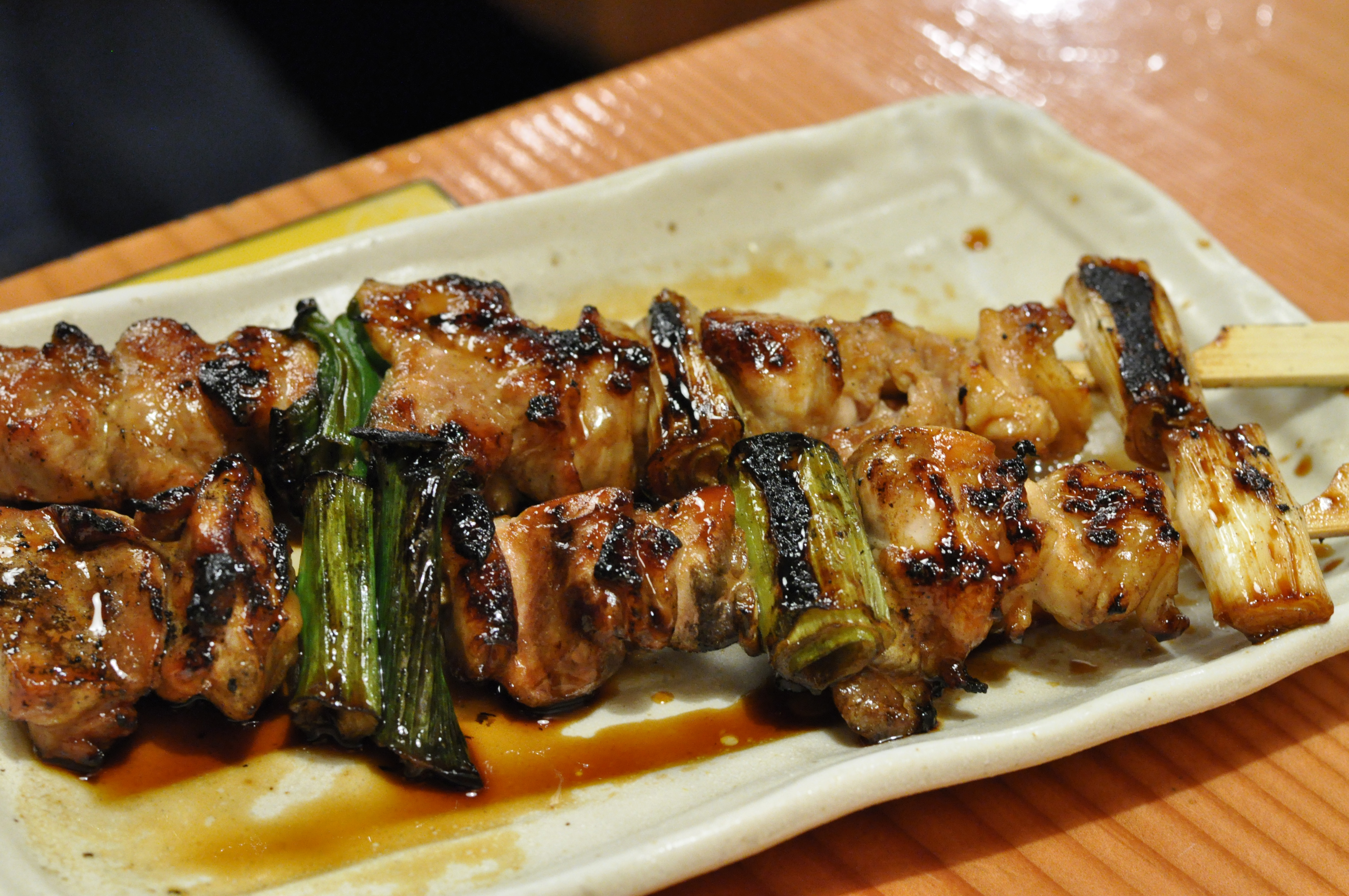
Một xâu gà nướng

Từ Yakitori lần đầu tiên xuất hiện là thời Edo, chữ Yakitori được nhìn thấy trong thực đơn dâng hiến cho chúa thành Kokoro (nay là thành ở tỉnh Nagano), nhưng có lẽ đó là món thịt chim hoang dã nướng. Thuật ngữ "này được tả trong một quyển sách từ năm 1643 là món thịt gia cầm xiên nướng với xì dầu và rượu sake. Yakitori chịu sự ảnh hưởng của những thương gia châu Âu khi họ du nhập công nghệ chăn nuôi gà công nghiệp vào nước Nhật, biến thịt gà thành một nguyên liệu cao cấp, và cũng là nguyên liệu chính cho yakitori.
Thời Minh Trị Duy Tân, văn hóa ăn thịt đã du nhập vào Nhật Bản (người Nhật hay ăn cá) và món Yakitori cũng được sử dụng phổ biến. Tuy nhiên, món thịt gà được phục vụ trong nhà hàng là những món đắt tiền cho nên người dân thường không thể mua được. Vì vậy, họ đã sử dụng xương, gân được thải ra từ những nhà hàng như thế này và xiên lên que nướng, từ đó Yakitori bắt đầu được bán ở các quán ăn ngoài trời, chân cầu hay các con đường dẫn đến ngôi đền (ẩm thực đường phố)
Yakitori được bán tại các quán lề đường trong những ngày lễ hội, do nó được xiên vào que cho nên không cần đũa cũng có thể vừa đi vừa ăn. Yakitori từ khi sinh ra nó đã là món ăn khoái khẩu giá rẻ quen thuộc của người dân thường. Trong những năm 1960, những quán bar yakitori ở Nhật trở nên rất phổ biến. Chúng thường khá nhỏ và tối, phục vụ nhiều loại rượu và thức ăn ngon. Hiện nay ở Nhật, "yakitori" còn có thể mang ý nghĩa là tất cả các loại đồ ăn xiên nói chung. Ngoài Yakitori, người Nhật còn hay nói Kushiyaki để chỉ những món xiên này.

## Chế biến

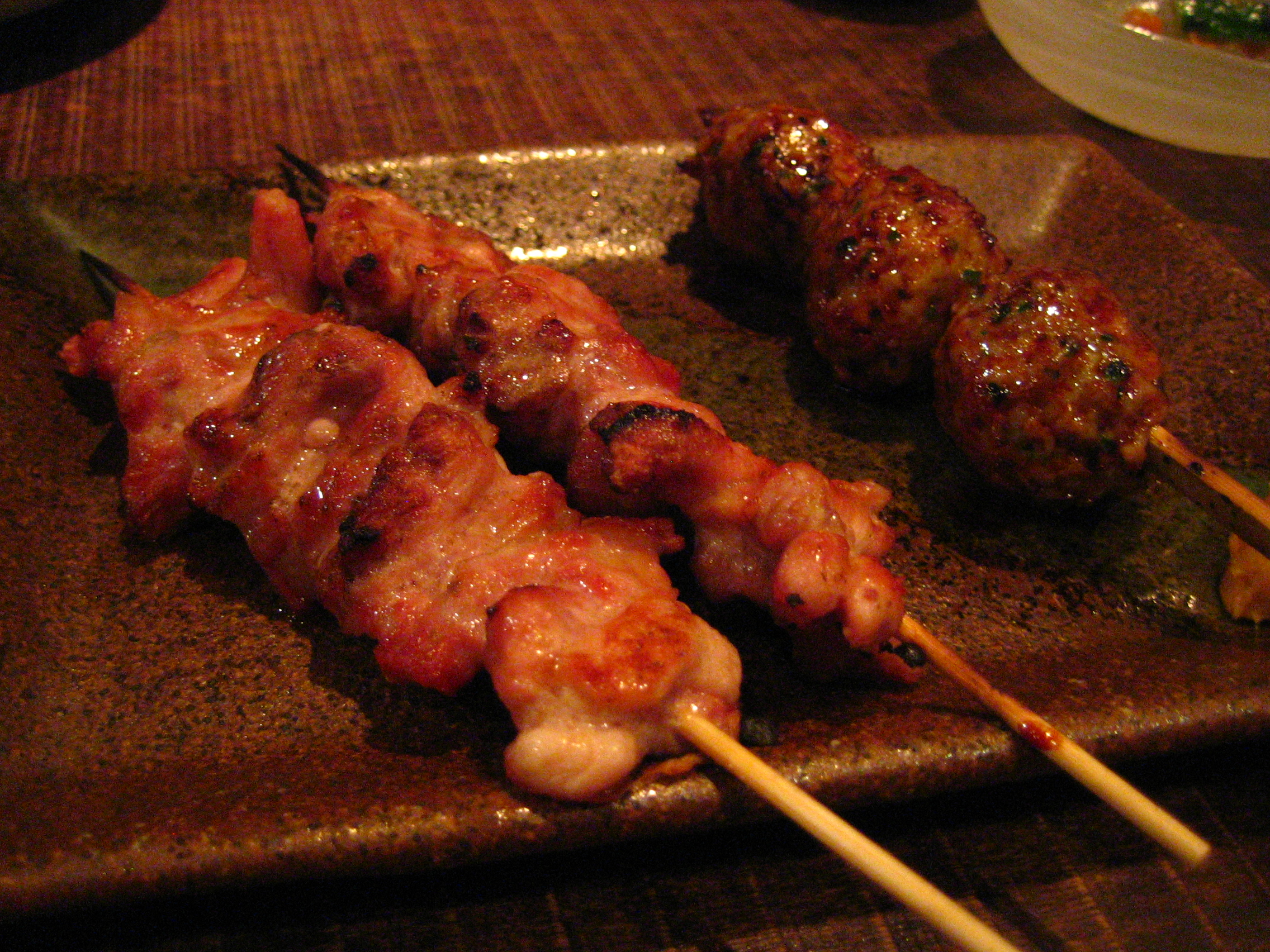
Các xâu thịt gà nướng với khẩu vị khác nhau

Hương liệu chế biến yakitori có thể từ muối (shio) hoặc là nước xốt yakitori (tare). Với hai loại hương liệu này, từng bộ phận của gà sẽ biến thành những món ăn. Tare được làm từ nước tương, Mirin, rượu Sake, và đường. Công thức chế biến có sự cân bằng giữa độ mặn và độ ngọt. Có thể thêm gừng, các thành phần khác để làm nước xốt phù hợp với khẩu vị, chỉ cần rắc muối trước khi nướng. Đây là món ăn có thể thưởng thức kèm với gia vị đơn giản chỉ là muối, ăn bằng cách chấm thịt gà đã nướng xiên que với nước sốt Tare.
Các phần gà trong tiếng Nhật của món này là:
- momo (もも): Đùi gà góc tư
- "hasami" (はさみ): Gà ướp hành
- "sasami" Lườn gà
- "negima" (ねぎま): Gà và hành
- Tsukune (つくね): Thịt gà viên nướng
- (tori)kawa ((とり)かわ): Da gà, mề gà chiên bột giòn
- tebasaki (手羽先): Cánh gà
- bonjiri (ぼんじり): Đuôi gà, thực chất là một xâu thịt gà
- shiro (シロ): Ruột non của gà
- nankotsu (なんこつ): Sụn gà
- hāto /hatsu (ハート / ハツ) hay kokoro (こころ): Tim gà
- rebā (レバー): Gan gà
- sunagimo (砂肝) hay zuri (ずり): Mề gà
- toriniku (鶏肉): Thịt gà trắng
- yotsumi (四つ身): Lườn ga xếp miếng

Với yakitori, các xiên thường được làm từ tre. Một trong những loại xiên thông thường được gọi là Teppogushi (xiên có hình dạng cây súng). Xiên có hình dáng dẹt làm cho việc cầm hoặc giữ các xiên thịt dễ dàng hơn. Và cũng có đa dạng các bộ phận của thịt gà được sử dụng, yùy vào bộ phận con gà mà được gợi ý gia vị. Yakitori là món ăn có thể thưởng thức đa dạng gia vị tùy vào từng bộ phận của gà. Phần mà người Nhật thích ăn đó là đùi, da, sụn, cánh, mề, tim, thịt viên (viên thịt gà băm nhỏ).

## Hình ảnh

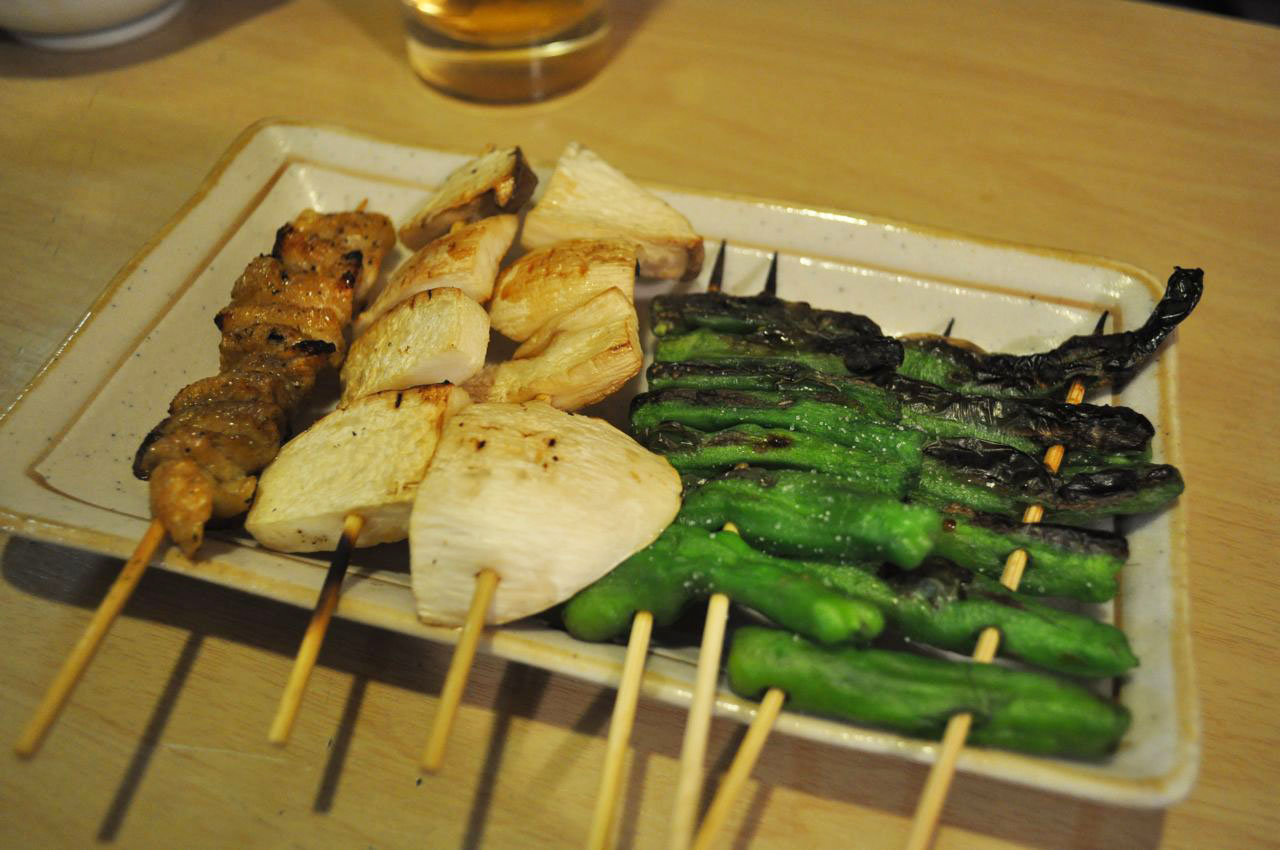
Từ trái sang phải: Kawa (da gà); yamaimo; shishitō
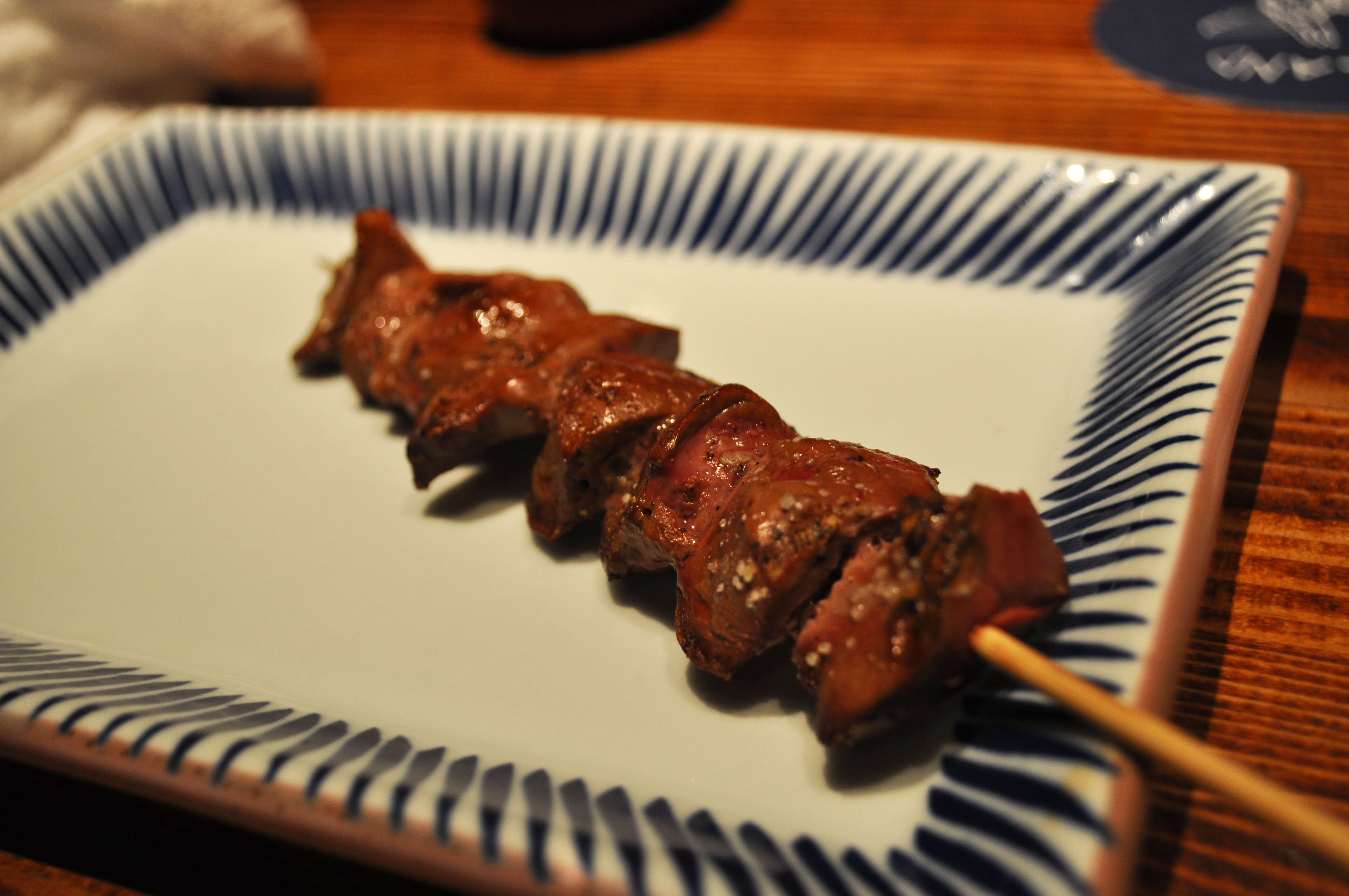
Gan gà
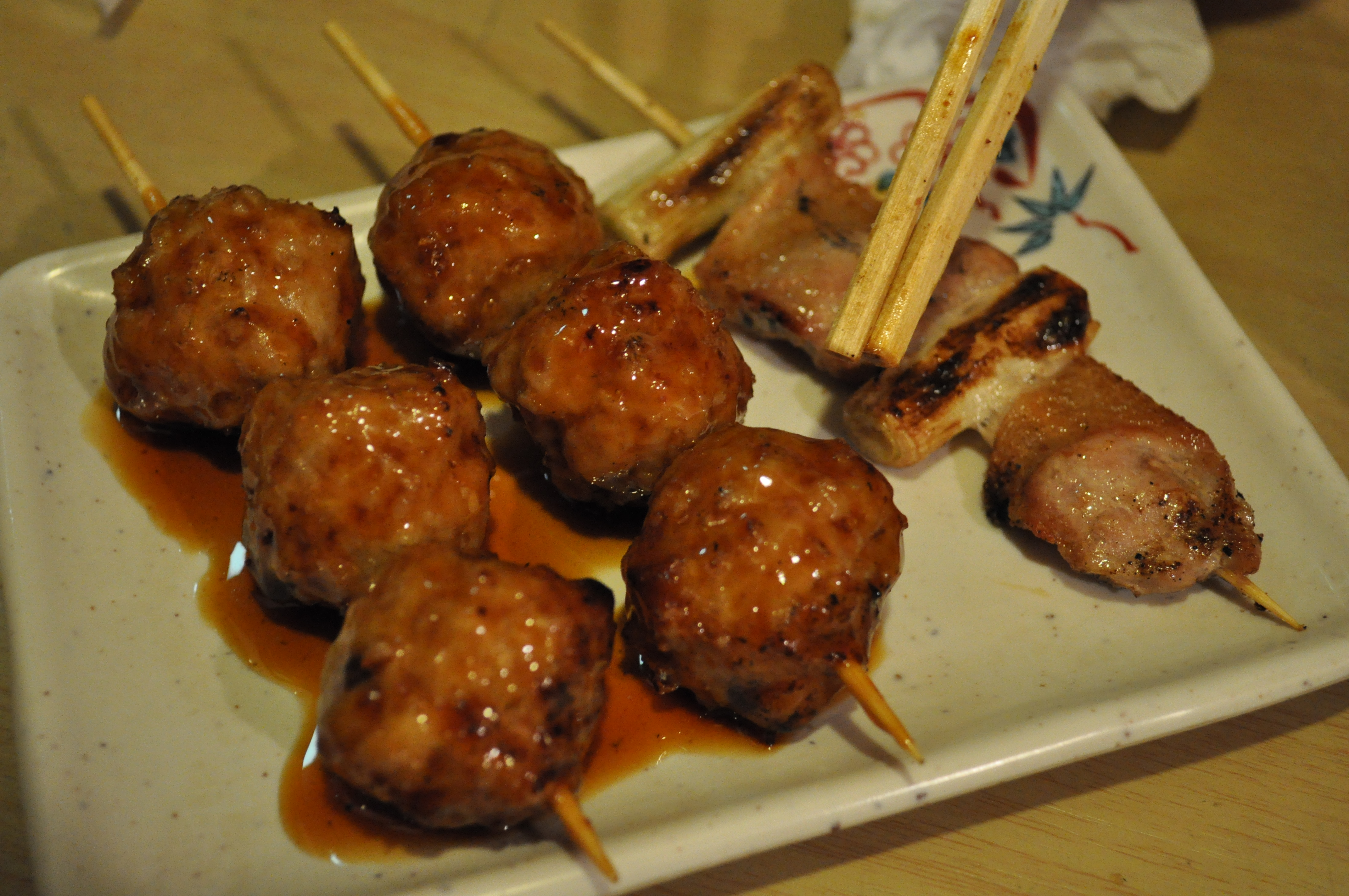
Từ trái sang phải: Tsukune; negi (hành lá) và butabara (sườn lưng lợn)
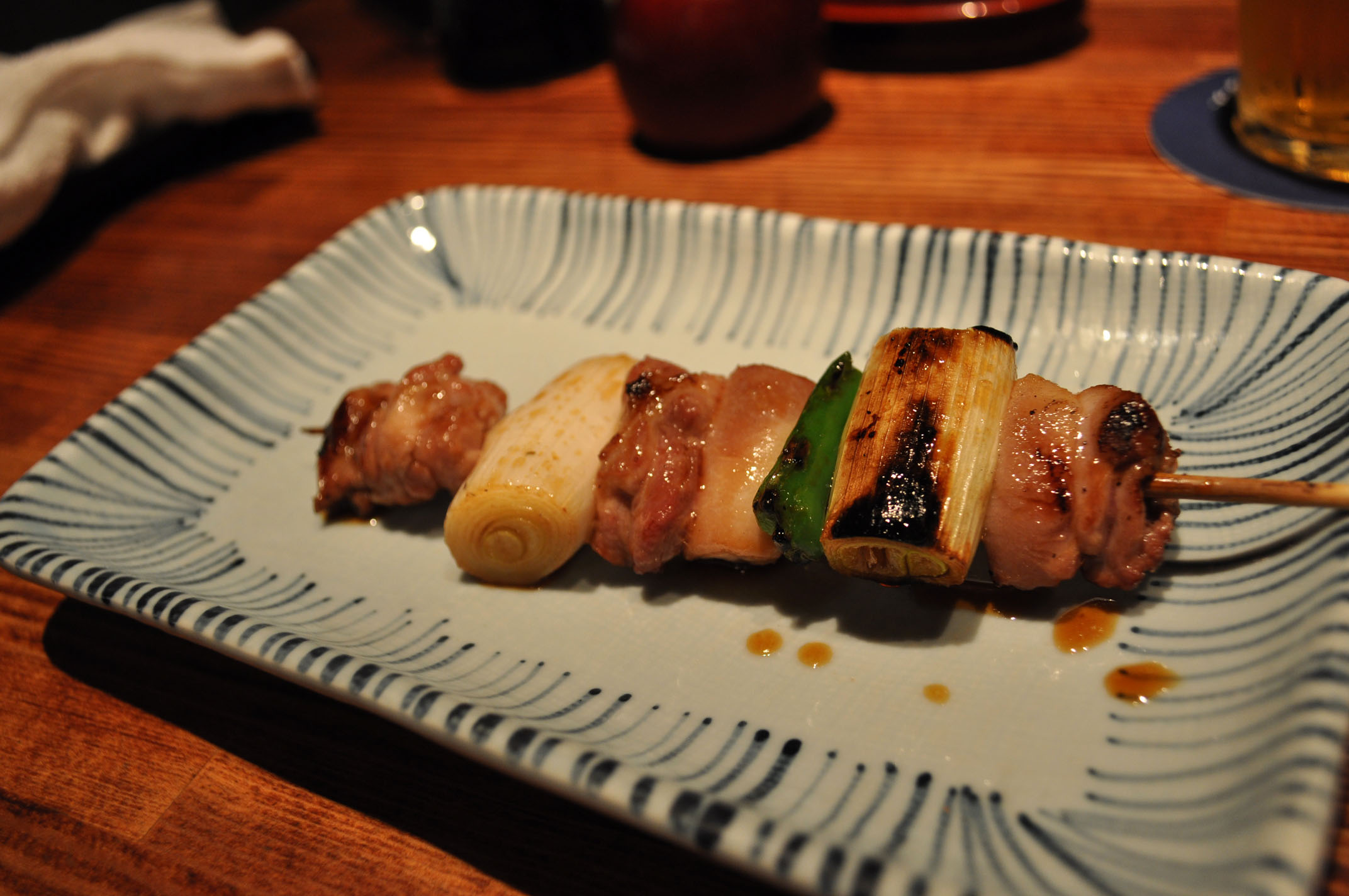
Negima (đùi gà và hành lá)